# Estêvão da Gama (filho de Aires da Gama)
Estêvão da Gama foi um navegador português do início do século XVI, filho de Aires da Gama e primo de Vasco da Gama. Era capitão do Castelo de Arguim e alcaide-mor do Castelo de Silves.